# Čchen Tan-čching
Čchen Tan-čching (čínsky pchin-jinem Chén Dānqīng, znaky zjednodušené 陈丹青, tradiční 陳丹青) (* 11. srpna 1953 Šanghaj) je čínský malíř, kritik umění a bývalý profesor. Jeho nejznámějším tématem jsou Tibeťané.

## Životopis
Čchen vyrostl v přímořském městě Šanghaji ve východní části země, ale podle čínských zvyklostí je za místo narození uváděno Tchaj-šan (台山) v provincii Kuang-tung, odkud pochází jeho rodina. Zájem o malířství v něm vyvolalo setkání se západním uměním. V roce 1970 probíhala v Číně kulturní revoluce a sedmnáctiletý Čchen odešel na venkov do provincie Ťiang-si, aby se stal rolníkem. V provincii pracoval denně na poli. Poté byl zaměstnán v továrně na výrobu uren jako malíř, na něž maloval obrázky. Následně začal kreslit obrázkové časopisy a reklamy.
V září roku 1976 přijel do Tibetu, v době kdy zemřel čínský vůdce Mao Ce-tung. Vytvořil velkou olejomalbu nazvanou Velké slzy na bohaté sklizni (泪水洒满丰收田), která vyjadřovala smutek Tibeťanů, jež přerušili sklizeň zlaté pšenice a odevzdaně stáli v červených oděvech. Olejomalba byla vystavena na celostátní expozici výtvarného umění a získala ocenění. Jeho jméno se rychle rozšířilo v čínských uměleckých kruzích. V září roku 1978 obdržel oznámení o přijetí ke studiu a oficiálně opustil Ťiang-si. Systematicky studoval teorii západního malířství na Ústřední akademii výtvarného umění (中央美术学院) a po dvou letech opět přijel do Tibetu. Vytvořil Cyklus olejomaleb z Tibetu (西藏组画), který v říjnu 1980 vyvolal velký ohlas na výstavě aspirantů akademie a stal se historickým mezníkem čínského moderního výtvarného umění.
V roce 1982 na pozvání příbuzných žijících ve Spojených státech přiletěl studovat do Spojených států, kde žil osmnáct let a namaloval řadu obrazů. V roce 2000 se vrátil do vlasti, kam byl pozván institutu výtvarného umění na Univerzita Čching-chua (清华大学), aby na ni působil jako profesor akademie výtvarného umění. V roce 2004 rezignoval na funkci profesora Čching-chua a stal se svobodným malířem. V roce 2002 vydal knihu o hudbě, kterou napsal během amerického pobytu.